# Jean-Paul Grandjean de Fouchy
Jean-Paul Grandjean de Fouchy (Parigi, 10 marzo 1707 – 15 aprile 1788) è stato un astronomo francese.
Introdusse la curva analemma (a forma di 8) usata per calcolare il mezzogiorno solare locale in base al periodo dell'anno nel 1740. Gli orologi solari analemmatici furono introdotti dall'astronomo francese Jérôme Lalande.

## Biografia
Grandjean de Fouchy nacque a Parigi dal nobile del Mâconnais Philippe Grandjean de Fouchy che prestò servizio sotto Luigi XIV e Marie-Madeleine Hynault. Dopo aver tentato di seguire le orme del padre nell'incisione dei caratteri (era stato coinvolto nella progettazione del tipo Romain du Roi e stava progettando un nuovo tipo ebraico) e nell'industria editoriale, divenne revisore dei conti presso la Chambre des Comptes e fu anche allievo di Joseph Nicolas Delisle. Nel 1726 si unì alla Società delle Arti di Parigi e cominciò a scrivere i suoi appunti di astronomia. Fu eletto all'Accademia delle Scienze nel 1731 e nominato segretario permanente dell'Accademia dal 1743. Fu nominato astronomo nel 1731 e durante questo periodo inventò un ottante. Il suo lavoro all'Accademia includeva la scrittura di necrologi per i membri defunti e verso la fine della sua vita considerò l'idea di produrre una storia dell'Accademia delle Scienze. Si interessò alla musica e suonava l'organo nella chiesa locale la domenica.
Grandjean de Fouchy si sposò due volte, prima con la signora de Boistis-Sandeau e poi con la signora Desportes-Pardeillan. Ebbe una figlia dal primo matrimonio e una figlia e due maschi dal secondo. All'età di settantasei anni si ferì cadendo su un mucchio di pietre e soffrì di afasia che descrisse in un breve saggio.